# Karl-Heinz Höhn
Karl-Heinz Höhn (* 7. Dezember 1920 in Coburg; † 5. Juli 2004) war ein deutscher Kommunalpolitiker.

## Werdegang
Höhn war Oberverwaltungsrat und Stadtkämmerer in Coburg. 1978 wurde der parteilose Höhn mit Unterstützung der CSU zum Oberbürgermeister der Stadt Coburg gewählt; er blieb bis 1990 im Amt. Nach seinem Ausscheiden aus dem Amt wurde er am 26. April 1990 mit dem Goldenen Ehrenring der Stadt Coburg ausgezeichnet. Höhn war mit Elfriede Höhn, geborene Sänger, verheiratet. Sie starb am 19. Juni 2018 im Alter von 94 Jahren.

## Ehrungen
- 1985: Verdienstkreuz am Bande der Bundesrepublik Deutschland
- 1991: Verdienstkreuz 1. Klasse der Bundesrepublik Deutschland